# AKB48グループじゃんけん大会
- AKB48グループ > AKB48グループじゃんけん大会
- AKB48 > AKB48グループじゃんけん大会

AKB48グループじゃんけん大会（エーケービーフォーティーエイトグループじゃんけんたいかい）は、AKB48グループのメンバーによるじゃんけん大会であり、上位メンバーはAKB48のシングル表題曲などに参加することができる。
2010年の第1回から2013年の第4回まではAKB48シングル選抜じゃんけん大会として、AKB48のシングルに参加するメンバーを選抜し、優勝者がセンターを務めるというものであった。2014年に5回目となるじゃんけん大会が開催されたが、この第5回大会からはソロやユニットデビューが与えられることになり、シングル選抜制ではなくなった。また同大会からAKB48ではなく「AKB48グループ」を冠するようになった。

## 概要
2010年から毎年9月または10月に開催されており、選抜されたメンバーが歌うこととなる表題曲収録のシングルは12月に発売されている。2010年から2014年までは日本武道館で開催されていたが、2015年以降は毎回会場を変えている。
開催の背景として、運営サイドが関与せずに選抜メンバーを決めるものとして、前年より選抜総選挙が先んじて開催されており、こちらはAKB48の楽曲の選抜メンバーを「ファンが選ぶ」という名目ではあるが、投票形式のため、知名度の高い人気メンバーが有利になりがちであり「上位の顔ぶれがほとんど変わらない」との声もあった。それを受けて、新しい選抜方式として考案されたのがじゃんけん選抜である。じゃんけんの結果で選抜メンバーが構成されることにより、元々の人気や実力などが何も関係なく「勝負運」のみで選抜が決まることになる。なお、じゃんけん大会と選抜総選挙の双方でトップとなったのは松井珠理奈が唯一である。
例年、6月から8月にかけて開催が発表され、その時点で在籍しているAKB48正規メンバー全員が基本的に参加（チーム配属前の研究生からの昇格メンバー・姉妹グループからの兼任メンバーも含む）。大会はトーナメント方式で行い、事前に行う抽選で決まった対戦相手とじゃんけん勝負をして、勝ち上がったメンバー16人が選抜メンバーに、優勝者がセンターポジションを務めることとなる。正規メンバーとは別に研究生メンバーの参加枠も設けられており、まずは研究生同士で予備戦を行いその中で勝ち上がった数名が本戦へと参加する。本戦出場者が卒業や外部仕事の事情による参加辞退など欠員が生じた場合は予備戦敗退者からの補充はせず、そのメンバーの枠は空席となりトーナメントの対戦相手は不戦勝となる。ただし、第3回（2012年）ではHKT48において、メンバーの脱退によりHKT48参加枠に欠員が生じたことで敗者復活戦を実施し、本戦出場メンバーを補充した。
2011年からSKE48・NMB48の姉妹グループメンバーも参加可能となり、AKB48研究生同様に各々の姉妹グループ内で予備戦を勝ち上がった数名が日本武道館で開催される本戦のじゃんけん大会へと出場する形式となった。2012年からはHKT48、2015年からはNGT48メンバーも参加し、AKB48との兼任となっている姉妹グループメンバーに関しては、予備戦に参加することなく本戦からの出場となっている。日本国外のJKT48・SNH48と公式ライバルの乃木坂46からはAKB48との兼任メンバーには本戦から出場資格があるが、専任のメンバーは参加資格がない。ただし、2016年8月19日にJKT48単独でシングル選抜を決定するじゃんけん大会が開催され、大会優勝者には第7回（2016年）への参加資格が与えられた。
2014年と2015年は前回までとは異なり、優勝者にソロデビューできる権利が与えられることとなった。渡辺麻友や高橋みなみなど、すでにソロ活動をしているメンバーが優勝した場合は単独コンサートの開催が約束されていた。また、準優勝者以下15名は優勝者のシングルのカップリング曲を担当することとなった。2016年は入賞枠が14名になり、上位7名のユニットによるデビューが与えられ、下位7名でカップリング曲を担当することになった。2017年・2018年はユニットで参加する「AKB48グループ ユニットじゃんけん大会」として開催された。48の出場枠が設けられており、日本国内のAKB48グループからメンバー同士で組んだユニットまたはソロで出場登録し、それぞれの定員枠を超えた場合には予備戦を行い、本戦で優勝したユニットがメジャーデビューできる。2017年は2位から4位までのユニットがそのカップリング曲を担当した。

## 特徴
当イベントはじゃんけんの勝敗だけでなく、メンバー自身が考案したコスプレへの注目度が高いことも特徴である。なかには外部のタレント、キャラクターや親族などと登場する演出がなされることがある。
第2回以降、選抜常連の人気メンバーやすべて同じ手で勝ち進んだ者が優勝することが連続し、運営による「八百長疑惑」がささやかれるようになった。AKB48総合プロデューサーの秋元康は2013年9月29日付の読売新聞朝刊別刷り「よみほっと」の連載「秋元康の1分後の昔話」において、優勝したメンバーがアンチファンに八百長だと言われることに「彼女たちが可哀想だ」と擁護し、「当日、武道館にいた観客、テレビ中継を観ていた視聴者は、あれが真剣勝負以外の何ものでもないことはわかるはずだ」と反論、選抜常連組が連続して優勝したことについては「所謂『（運を）持ってる』としか言えない」として、疑惑を否定している。この件に関してはメンバー自身も言及しており、藤田奈那や須藤凜々花はじゃんけん大会について当初は懐疑的であったことを明かしたが、第6回大会の藤田の優勝により疑惑が晴れた旨をテレビ番組などで述べている。高橋みなみや横山由依、優勝者である島崎遥香、渡辺美優紀らも疑惑について否定している。日刊スポーツは、「常識で考えれば、出場108人もの大きなトーナメント、しかも1万人以上の衆目の前で、まだ女優でもない10代のアイドルたちが、ブック（八百長）をできるはずもない」として「AKB48はガチ」という見解を示している。

## 開催一覧
| 回 | 本戦開催日     | 大会名 | 本戦開催地             | 優勝メンバー | リリース曲 |
| -- | -------------- | --- | ---------------------- | ------------ | --- |
| 1  | 2010年9月21日  | AKB48 19thシングル選抜じゃんけん大会 | 日本武道館             | 内田眞由美   | チャンスの順番 |
| 2  | 2011年9月20日  | AKB48 24thシングル選抜じゃんけん大会 | 日本武道館             | 篠田麻里子   | 上からマリコ |
| 3  | 2012年9月18日  | AKB48 29thシングル選抜じゃんけん大会 | 日本武道館             | 島崎遥香     | 永遠プレッシャー |
| 4  | 2013年9月18日  | AKB48 34thシングル選抜じゃんけん大会 | 日本武道館             | 松井珠理奈   | 鈴懸の木の道で「君の微笑みを夢に見る」と言ってしまったら 僕たちの関係はどう変わってしまうのか、 僕なりに何日か考えた上でのやや気恥ずかしい結論のようなもの |
| 5  | 2014年9月17日  | AKB48グループ・じゃんけん大会2014 〜拳で勝ち取れ!1/300ソロデビュー争奪戦〜                                                                                               | 日本武道館             | 渡辺美優紀   | 1位：やさしくするよりキスをして 2 - 16位：春風ピアニッシモ                                                                                                 |
| 6  | 2015年9月16日  | 第6回AKB48グループ ソロシングル争奪じゃんけん大会in横浜アリーナ 〜こんなところで、運なんか使っちゃうのかと思うかもしれないが、 とりあえず、勝たなきゃしょうがないだろ?〜 | 横浜アリーナ           | 藤田奈那     | 1位：右足エビデンス 2 - 16位：君は今までどこにいた? |
| 7  | 2016年10月10日 | AKB48グループ ユニットシングル争奪じゃんけん大会 in神戸ワールド記念ホール                                                                                                | 神戸ワールド記念ホール | 田名部生来   | 1 - 7位：逆さ坂 8 - 14位：奇跡のドア |

| 回 | 本戦開催日    | 大会名                                                               | 本戦開催地       | 優勝ユニット   | リリース曲                                                                                             |
| -- | ------------- | -------------------------------------------------------------------- | ---------------- | -------------- | --- |
| 1  | 2017年9月24日 | AKB48グループ ユニットじゃんけん大会2017〜絆は拳から生まれる!〜      | 日本ガイシホール | fairy w!nk     | 1位：天使はどこにいる? 2位：あばたもえくぼもふくはうち 同率3位：誰にも言わないで 同率3位：僕たちの地球 |
| 2  | 2018年9月23日 | AKB48グループ 第2回ユニットじゃんけん大会〜空気を読むな、心を読め!〜 | 片柳アリーナ     | Fortune cherry | 1位：ひまわりのない世界 2位：ドローンジェラシー                                                        |

## じゃんけん大会記録
連続じゃんけん選抜記録
3回 - 前田亜美（第1回 - 第3回）
過去大会優勝者の選抜入り
第3回 - 内田眞由美（第1回優勝）、篠田麻里子（第2回優勝）
第5回 - 内田眞由美（第1回優勝）
第6回 - 渡辺美優紀（第5回優勝）
研究生メンバーの選抜入り
第2回 - 小林茉里奈（4位）、肥川彩愛（ベスト16）
第4回 - 鵜野みずき（12位）、土保瑞希（13位）、湯本亜美（16位）
姉妹グループメンバーの本戦勝ち上がり記録
3回 - 荒井優希（第5回・第6回・第7回）
連勝記録
9回 - 篠田麻里子（第2回1回戦 - 第3回4回戦）
連敗記録
4回 - 近野莉菜（第1回順位決定戦 - 第2回1回戦）
連続初戦敗退記録
4回 - 宮崎美穂、片山陽加（第1回 - 第4回）
3回 - 仲谷明香、宮澤佐江、仲俣汐里（第1回 - 第3回）